# Campesina con sombrero de paja amarillo
Joven campesina con un sombrero de paja amarillo es una pintura del pintor holandés Vincent van Gogh. Pintó la obra a finales de junio de 1890 en Auvers-sur-Oise. Muestra a una humilde campesina, una mujer joven con un sombrero de paja sentada en un campo de trigo y amapolas. El tamaño de la pintura es de 92 x 73 centímetros.
Van Gogh menciona el trabajo en una carta a su hermano Theo el 2 de julio de 1890, en la que hizo un boceto de la pintura. Pintó a la misma joven, en el mismo trigal y con el mismo sombrero, pero de pie con un vestido blanco, en otro cuadro conservado en la National Gallery of Art de Washington D. C.
La obra se encuentra entre las pinturas más caras del mundo. En octubre de 2005, se anunció que la pintura, junto con una obra de Gauguin ("De baders" de 1898), fue vendida por el estadounidense Stephen Wynn, desarrollador de complejos de casinos, a Steven A. Cohen. El multimillonario, un administrador de fondos de cobertura de Connecticut, pagó cien millones de dólares por los dos cuadros. El dueño anterior, Wynn, había comprado la obra en 1997 por $ 47,5 millones. Esto la convirtió en una de las treinta pinturas más caras jamás vendidas. 